# Józef Lipiec
Józef Lipiec (ur. 15 marca 1942 w Nowym Sączu, zm. 10 listopada 2024) – polski filozof, rektor Wyższej Szkoły Pedagogicznej w Rzeszowie (1980–1986), profesor Uniwersytetu Jagiellońskiego. Działacz ruchu olimpijskiego.

## życiorys
W 1964 ukończył studia filozoficzne, w 1968 studia socjologiczne na Uniwersytecie Jagiellońskim. W latach 1964-1980 pracował w Akademii Górniczo-Hutniczej w Krakowie. W 1970 obronił na UJ pracę doktorską, w 1978 otrzymał tam stopień doktora habilitowanego. W latach 1980-1986 był rektorem Wyższej Szkoły Pedagogicznej w Rzeszowie. W 1984 uzyskał tytuł profesora. Od 1987 pracował w Instytucie Filozofii Uniwersytetu Jagiellońskiego, od 1989 równocześnie w Akademii Wychowania Fizycznego w Krakowie. W 2014 ta ostatnia uczelnia przyznał mu tytuł doktora honoris causa. W 2017 doktora honoris causa przyznała mu Akademia Wychowania Fizycznego w Warszawie
W latach 1967-1990 był członkiem Polskiej Zjednoczonej Partii Robotniczej, należał do założycieli Klubu Twórców i Działaczy Kultury „Kuźnica” (1975), w latach 1978-1981 był redaktorem naczelnym pisma Zdanie, w latach 1983-1984 redaktorem naczelnym pisma Kryterium. W latach 1981-1986 kierował Klubem Rzeszowskiej Inteligencji Twórczej. W 1984 został jednym z założycieli Polskiej Akademii Olimpijskiej, od 2000 kierował jej pracami.
Był odznaczony Krzyżem Kawalerskim (1986) i Krzyżem Oficerskim Orderu Odrodzenia Polski (1999), Medalem Komisji Edukacji Narodowej, złotym medalem „Za długoletnią służbę”. W 1988 został wyróżniony przez Polski Komitet Olimpijski Brązowym Wawrzynem Olimpijskim w dziedzinie literatury za książkę Kalokogatia, w 2001 Złotym Wawrzynem w dziedzinie literatury za książkę Filozofia olimpizmu, w 2008 Złotym Wawrzynem w kategorii filozofia olimpizmu za książkę Pożegnanie z Olimpią. W 2009 Europejskie Stowarzyszenie Fair Play przyznało mu Europejski Dyplom Fair Play za "wkład w upowszechnienie etycznych wartości w sporcie i edukacji młodzieży w duchu fair play i tolerancji". W 2010 otrzymał odznakę Honoris Gratia za zasługi dla Krakowa. Stowarzyszenie Europejskich Komitetów Olimpijskich przyznało mu w 2021 Nagrodę Laur Olimpijski.
Jego synem jest Grzegorz Lipiec.